# Sun Ma Sze-tsang
Sun Ma Sze-tsang (新馬師曾, litt. « Le nouveau Ma Sze-tsang »), de son vrai nom Tang Wing-cheung (鄧永祥, 20 juin 1916 - 21 avril 1997), est un chanteur d'opéra cantonais et acteur hongkongais.
Son investissement dans les œuvres de charité lui valut d'être surnommé « Roi de l'opéra de bienfaisance » à Hong Kong et il existe une rumeur selon laquelle il aurait été le seul homme de la ville au 20e siècle à avoir eu une licence spéciale pour fumer de l'opium.

## Biographie

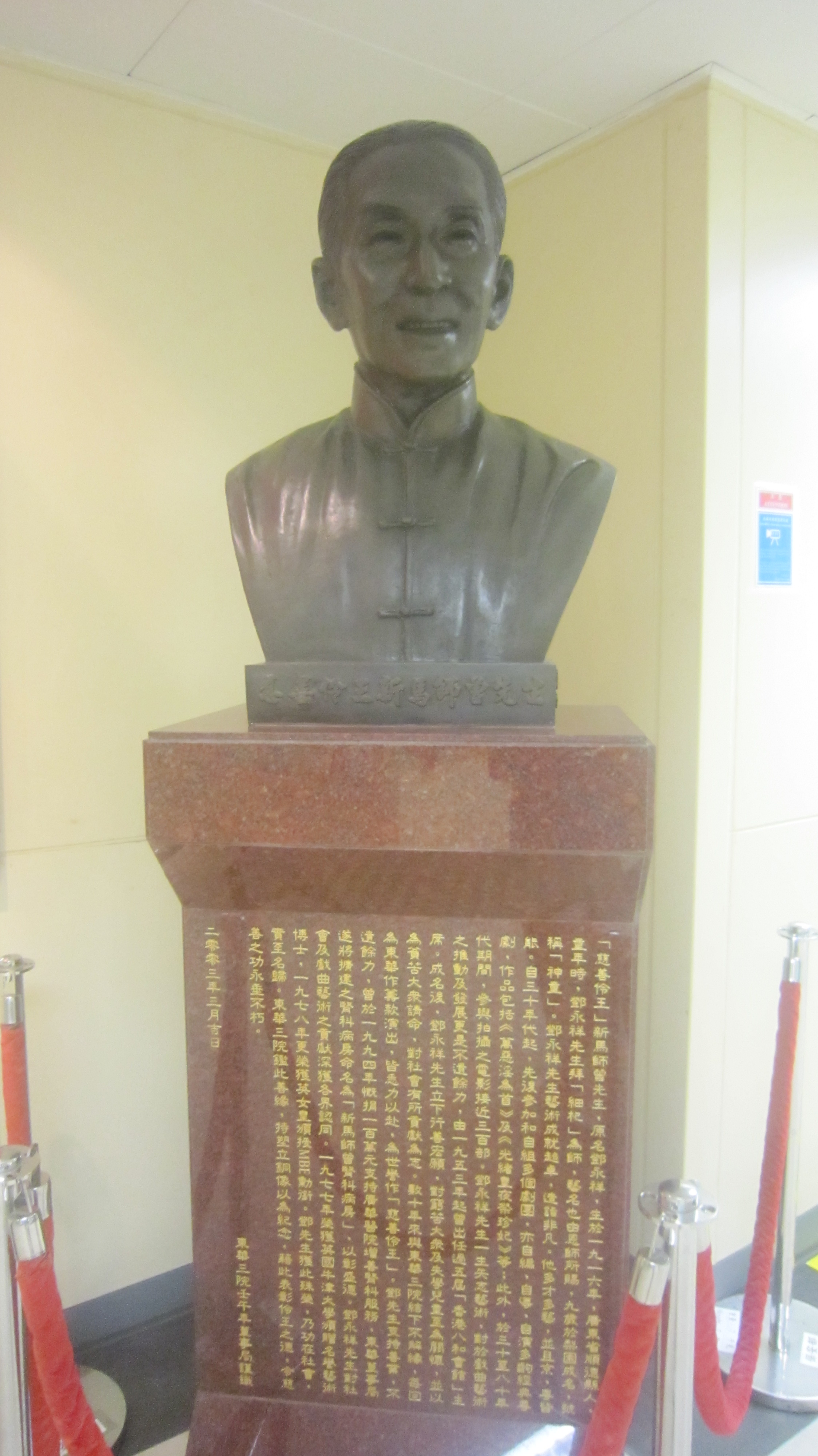
Buste de Sun Ma Sze-tsang à l'

Né au Guangdong, Tang a 8 ans quand ses parents divorcent. Son père, Tang Kei, est un passionné de jeux de hasard et d'opéra cantonais. Le petit Tang suit sa mère Lo Lin à Hong Kong à la suite de ce divorce. Sa mère est employée comme domestique. Il quitte par la suite le foyer pour apprendre l'opéra cantonais.
Il impressionne le milieu de l'opéra cantonais par ses prestations et est comparé par son professeur à un célèbre chanteur appelé Ma Sze-tsang. Il adopte alors le nom de scène de « Sun Ma Sze-tsang » (« Le nouveau Ma Sze-tsang ») et devient très célèbre pour sa technique de chant. Il est plus tard élève de Sit Kok-sin, Kai Chiao-tien et d'autres célèbres chanteurs d'opéra à Shanghai. Dès lors, sa carrière décolle et il devient une vedette de cinéma, tout en continuant de  se produire dans des opéras cantonais. Ses débuts au cinéma ont lieu en 1936.
Les scientifiques voulaient étudier son squelette pour comprendre comment les personnes de faible gabarit comme lui pouvaient produire des notes aussi hautes mais Sun Ma Sze-tsang a refusé de son vivant, ce que sa famille n'a jamais approuvé.

## Œuvre de charité

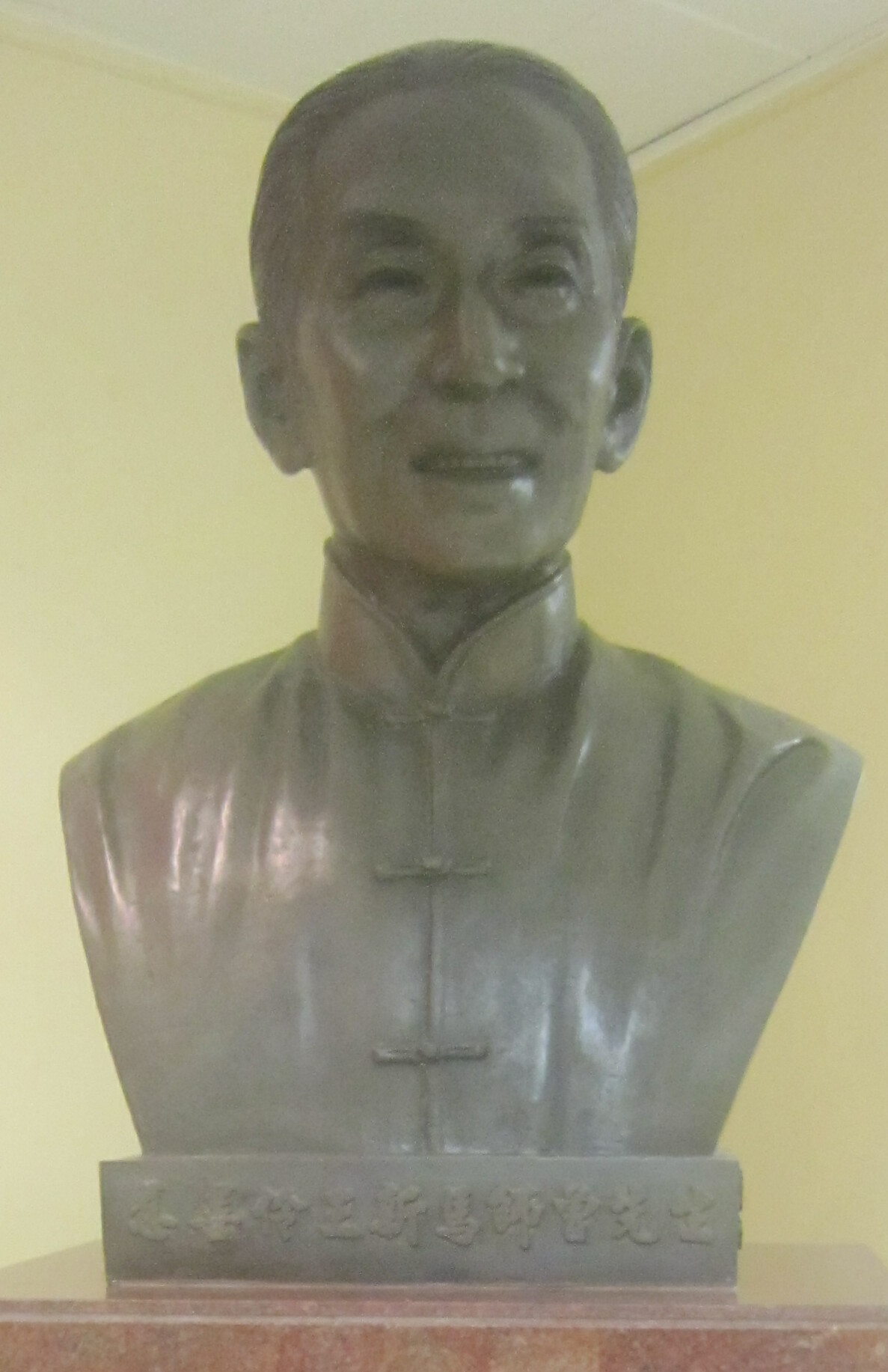
Buste de Sun Ma Sze Tsang à l'Hopital Kwong Wah

Sun s'investit dans les œuvres de charité à travers l'émission TV Tung Wah Charity Show (en) pendant de nombreuses années, chantant ses succès tels que Man Ok Yan Wai Shou ou L'Empereur Kuang-hsu pleure la consort Chen (en). Ses prestations ont permis de recueillir énormément de dons et sont considérées par TVB, la plus grande chaîne de télévision de Hong Kong, comme les prestations les plus importantes de l'histoire de l'émission.

## Professeur honoraire et distinctions
Sun Ma Sze-tsang est nommé, en 1977, professeur honoraire de l'université de Cambridge. En 1978, il est fait membre de l'ordre de l'Empire britannique.

## Mort
Sun Ma Sze-tsang souffre de bronchite et de maladie cardiovasculaire. Il meurt à l'hôpital le 21 avril 1997 à 20h30 après avoir été hospitalisé pendant 109 jours. Après sa mort, ses fils, dont l'artiste de TVB Johnny Tang, mènent une bataille judiciaire contre leur mère biologique, Hong Kam-mui, au sujet des biens de leur père.